# 目黒郵便局
目黒郵便局（めぐろゆうびんきょく）は東京都目黒区にある郵便局。民営化前の分類では集配普通郵便局であった。

## 概要
住所：〒152-8799 東京都目黒区目黒本町1-15-16

### 併設施設
- ゆうちょ銀行目黒店（本店目黒出張所）：取扱店番号012140

### 分室
分室はなし。過去に存在した分室は以下のとおり。
- 保険分室 - 1947年（昭和22年）に廃止。

## 沿革
- 1925年（大正14年）5月16日 - 東京府荏原郡目黒町に二等郵便局として開局[1]。
- 1940年（昭和15年）11月27日 - 等級を二等から一等に改定[2]。
- 1947年（昭和22年）7月1日 - 保険分室を廃止[3]。
- 1959年（昭和34年）11月30日 - 目黒区上目黒二丁目から同区清水町に移転。
- 1992年（平成4年）8月3日 - 外国通貨の両替および旅行小切手の売買に関する業務取扱を開始。
- 2007年（平成19年）10月1日 - 民営化に伴い、併設された郵便事業目黒支店、ゆうちょ銀行目黒店に一部業務を移管。
- 2012年（平成24年）10月1日 - 日本郵便株式会社の発足に伴い、郵便事業目黒支店を目黒郵便局に統合。

## 取扱内容

### 目黒郵便局
- 郵便、印紙、ゆうパック、内容証明
- 生命保険、バイク自賠責保険、自動車保険、がん保険、引受条件緩和型医療保険
- 目黒区内（〒152-xxxx、〒153-xxxx）の集配業務
- ゆうゆう窓口

### ゆうちょ銀行目黒店
- 貯金、貸付、為替、振替、振込、国際送金、外貨両替、トラベラーズチェック、国債、投資信託、変額年金保険
- ATM

## 周辺
- 東京学園高等学校
- 林試の森公園

## アクセス
- 東急東横線 学芸大学駅（東口）から徒歩約12分
- 東急バス 目黒郵便局前または清水庚申停留所下車
- 首都高目黒線 目黒出入口から西へ約2.5km
- 目黒通り沿い
- 駐車場あり：6台